# Château de Lavigny
Le château de Lavigny est une demeure historique de la première moitié du XVIIIe siècle, qui se trouve sur la commune de Lavigny, en Suisse.

## Historique
Le premier château de Lavigny est élevé en 1732 par l'architecte Gabriel-Henri de Mestral sur l'emplacement d'une ancienne place forte. La bâtisse actuelle a été réalisée entre 1821 et 1823 par le colonel Armand-Henri-Louis Tronchin.
En 1972, le château est acheté par l'éditeur Heinrich Maria Ledig-Rowohlt. À son décès, sa veuve y crée la Fondation Ledig-Rowohlt en son honneur et y organise une résidence internationale pour écrivains : chaque été une vingtaine d'auteurs sont sélectionnés pour des séjours de quatre semaines au château, pour mener à bien leurs projets. Depuis 1996, le château a ainsi accueilli plus de 400 écrivains venus d'une soixantaine de pays différents.

## Anciens résidents
- Laurent Contamin
- Jacques Sivan
- Dominique Sorrente
- Vannina Maestri